# گورستان دهک
قبرستان دهک مربوط به دوره قاجار است و در شهرستان شیراز، بخش مرکزی، دهستان بیدزرد، جنوب غرب روستای دهک واقع شده و این اثر در تاریخ ۳۰ بهمن ۱۳۸۶ با شمارهٔ ثبت ۲۰۹۰۴ به‌عنوان یکی از آثار ملی ایران به ثبت رسیده است.